# Selección de fútbol sub-20 de Fiyi
La selección de fútbol sub-20 de Fiyi es el equipo representativo de dicho país en las competiciones oficiales de la categoría. Su organización está a cargo de la Asociación de Fútbol de Fiyi, miembro de la OFC y la FIFA.
Obtuvo una vez el Campeonato Sub-20 de la OFC y en cinco ocasiones fue subcampeón. Por el título de 2014 clasificó a la Copa Mundial de la categoría de 2015 disputada en Nueva Zelanda, en donde logró la primera victoria para una selección proveniente del país, un 3-0 sobre Honduras.

## Estadísticas

### Copa Mundial Sub-20
| Año                         | Fase              | Posición          | PJ                | PG                | PE                | PP                | GF                | GC                |
| --------------------------- | ----------------- | ----------------- | ----------------- | ----------------- | ----------------- | ----------------- | ----------------- | ----------------- |
| Túnez 1977                  | Sin participación | Sin participación | Sin participación | Sin participación | Sin participación | Sin participación | Sin participación | Sin participación |
| Japón 1979                  | No se clasificó   | No se clasificó   | No se clasificó   | No se clasificó   | No se clasificó   | No se clasificó   | No se clasificó   | No se clasificó   |
| Australia 1981              | No se clasificó   | No se clasificó   | No se clasificó   | No se clasificó   | No se clasificó   | No se clasificó   | No se clasificó   | No se clasificó   |
| México 1983                 | No se clasificó   | No se clasificó   | No se clasificó   | No se clasificó   | No se clasificó   | No se clasificó   | No se clasificó   | No se clasificó   |
| Unión Soviética 1985        | No se clasificó   | No se clasificó   | No se clasificó   | No se clasificó   | No se clasificó   | No se clasificó   | No se clasificó   | No se clasificó   |
| Chile 1987                  | No se clasificó   | No se clasificó   | No se clasificó   | No se clasificó   | No se clasificó   | No se clasificó   | No se clasificó   | No se clasificó   |
| Arabia Saudita 1989         | No se clasificó   | No se clasificó   | No se clasificó   | No se clasificó   | No se clasificó   | No se clasificó   | No se clasificó   | No se clasificó   |
| Portugal 1991               | No se clasificó   | No se clasificó   | No se clasificó   | No se clasificó   | No se clasificó   | No se clasificó   | No se clasificó   | No se clasificó   |
| Australia 1993              | No se clasificó   | No se clasificó   | No se clasificó   | No se clasificó   | No se clasificó   | No se clasificó   | No se clasificó   | No se clasificó   |
| Catar 1995                  | No se clasificó   | No se clasificó   | No se clasificó   | No se clasificó   | No se clasificó   | No se clasificó   | No se clasificó   | No se clasificó   |
| Malasia 1997                | No se clasificó   | No se clasificó   | No se clasificó   | No se clasificó   | No se clasificó   | No se clasificó   | No se clasificó   | No se clasificó   |
| Nigeria 1999                | No se clasificó   | No se clasificó   | No se clasificó   | No se clasificó   | No se clasificó   | No se clasificó   | No se clasificó   | No se clasificó   |
| Argentina 2001              | No se clasificó   | No se clasificó   | No se clasificó   | No se clasificó   | No se clasificó   | No se clasificó   | No se clasificó   | No se clasificó   |
| Emiratos Árabes Unidos 2003 | No se clasificó   | No se clasificó   | No se clasificó   | No se clasificó   | No se clasificó   | No se clasificó   | No se clasificó   | No se clasificó   |
| Países Bajos 2005           | No se clasificó   | No se clasificó   | No se clasificó   | No se clasificó   | No se clasificó   | No se clasificó   | No se clasificó   | No se clasificó   |
| Canadá 2007                 | No se clasificó   | No se clasificó   | No se clasificó   | No se clasificó   | No se clasificó   | No se clasificó   | No se clasificó   | No se clasificó   |
| Egipto 2009                 | No se clasificó   | No se clasificó   | No se clasificó   | No se clasificó   | No se clasificó   | No se clasificó   | No se clasificó   | No se clasificó   |
| Colombia 2011               | No se clasificó   | No se clasificó   | No se clasificó   | No se clasificó   | No se clasificó   | No se clasificó   | No se clasificó   | No se clasificó   |
| Turquía 2013                | No se clasificó   | No se clasificó   | No se clasificó   | No se clasificó   | No se clasificó   | No se clasificó   | No se clasificó   | No se clasificó   |
| Nueva Zelanda 2015          | Primera ronda     | 19.º              | 3                 | 1                 | 0                 | 2                 | 4                 | 11                |
| Corea del Sur 2017          | No se clasificó   | No se clasificó   | No se clasificó   | No se clasificó   | No se clasificó   | No se clasificó   | No se clasificó   | No se clasificó   |
| Polonia 2019                | No se clasificó   | No se clasificó   | No se clasificó   | No se clasificó   | No se clasificó   | No se clasificó   | No se clasificó   | No se clasificó   |
| Argentina 2023              | Primera ronda     | 24°               | 3                 | 0                 | 0                 | 3                 | 0                 | 16                |
| Chile 2025                  | No se clasificó   | No se clasificó   | No se clasificó   | No se clasificó   | No se clasificó   | No se clasificó   | No se clasificó   | No se clasificó   |
| Total                       | 2/23              | 71.º              | 6                 | 1                 | 0                 | 5                 | 4                 | 27                |

### Campeonato Sub-20 de la OFC
| Año                     | Fase              | Posición          | PJ                | PG                | PE                | PP                | GF                | GC                |
| ----------------------- | ----------------- | ----------------- | ----------------- | ----------------- | ----------------- | ----------------- | ----------------- | ----------------- |
| Polinesia Francesa 1974 | Sin participación | Sin participación | Sin participación | Sin participación | Sin participación | Sin participación | Sin participación | Sin participación |
| Australia 1978          | Subcampeón        | 2.º               | 3                 | 1                 | 1                 | 1                 | 6                 | 6                 |
| Fiyi 1980               | Tercer lugar      | 3.º               | 3                 | 2                 | 1                 | 0                 | 10                | 7                 |
| Papúa Nueva Guinea 1982 | Tercer lugar      | 3.º               | 4                 | 1                 | 1                 | 2                 | 3                 | 15                |
| Australia 1985          | Quinto lugar      | 5.º               | 5                 | 1                 | 1                 | 3                 | 9                 | 12                |
| Nueva Zelanda 1986      | Quinto lugar      | 5.º               | 5                 | 0                 | 2                 | 3                 | 3                 | 14                |
| Fiyi 1988               | Cuarto lugar      | 4.º               | 4                 | 1                 | 1                 | 2                 | 11                | 4                 |
| Fiyi 1990               | Quinto lugar      | 5.º               | 4                 | 0                 | 1                 | 3                 | 2                 | 7                 |
| Polinesia Francesa 1992 | Tercer lugar      | 3.º               | 4                 | 2                 | 0                 | 2                 | 11                | 7                 |
| Fiyi 1994               | Primera ronda     | 8.º               | 3                 | 0                 | 0                 | 3                 | 1                 | 11                |
| Polinesia Francesa 1997 | Tercer lugar      | 3.º               | 4                 | 1                 | 1                 | 2                 | 6                 | 16                |
| Samoa 1998              | Subcampeón        | 3.º               | 5                 | 3                 | 0                 | 2                 | 13                | 6                 |
| Islas Cook 2001         | Primera ronda     | 5.º               | 4                 | 2                 | 0                 | 2                 | 4                 | 4                 |
| Fiyi 2002               | Subcampeón        | 2.º               | 6                 | 4                 | 0                 | 2                 | 14                | 16                |
| Islas Salomón 2005      | Cuarto lugar      | 4.º               | 5                 | 2                 | 0                 | 3                 | 13                | 9                 |
| Nueva Zelanda 2007      | Subcampeón        | 2.º               | 6                 | 4                 | 0                 | 2                 | 16                | 6                 |
| Polinesia Francesa 2008 | Cuarto lugar      | 4.º               | 3                 | 0                 | 0                 | 3                 | 0                 | 8                 |
| Nueva Zelanda 2011      | Cuarto lugar      | 4.º               | 5                 | 1                 | 1                 | 3                 | 5                 | 11                |
| Fiyi 2013               | Subcampeón        | 2.º               | 4                 | 3                 | 0                 | 1                 | 8                 | 8                 |
| Fiyi 2014               | Campeón           | 1.º               | 5                 | 4                 | 1                 | 0                 | 13                | 3                 |
| Vanuatu 2016            | Primera ronda     | 6.º               | 3                 | 0                 | 2                 | 1                 | 2                 | 3                 |
| Polinesia Francesa 2018 | Primera ronda     | 5°                | 3                 | 1                 | 1                 | 1                 | 4                 | 3                 |
| Polinesia Francesa 2022 | Subcampeón        | 2°                | 6                 | 4                 | 1                 | 1                 | 11                | 4                 |
| Total                   | 22/23             | 3.º               | 74                | 37                | 15                | 42                | 165               | 180               |

## Palmarés
- Campeonato Sub-20 de la OFC (1): 2014

## Jugadores
Roy Krishna, que juega en el Wellington Phoenix de Nueva Zelanda y es el único futbolista profesional de Fiyi, se destacó en la selección sub-20 en el Campeonato de 2007. En la Copa Mundial de 2015 los destacados fueron Iosefo Verevou, que le marcó tanto a Alemania como a Honduras; y Saula Waqa, autor de uno de los goles al equipo hondureño.

## Entrenadores
- Les Scheinflug (2002)[1][2]
- Terry Allan (2003)[3]
- Rodolfo "Rolo" Zapata (2022-2023)
- Bobby Mimms (2023-).